# SolidWorks Simulation
SolidWorks Simulation est un  Logiciel propriétaire de simulation informatique dans le domaine de la mécanique structurelle, utilisant la méthode des éléments finis et fonctionnant sous Microsoft Windows.

## Presentation

### Historique
SolidWorks Simulation a d'abord été commercialisé sous le nom COSMOS/Works puis COSMOSWorks avant de devenir SolidWorks Simulation en 2008.
Le logiciel a été développé par Structural Research and Analysis Corporation (SRAC), et la première version a été disponible dans SolidWorks 1995.
Le 30 mars 2001, SRAC a été racheté par Dassault Systèmes, qui avait auparavant racheté SolidWorks Corp. en 1997. De ce fait, COSMOSWorks est devenu un produit SolidWorks à part entière et non plus un produit partenaire.

## Fonctionnement
SolidWorks Simulation est un logiciel de calcul par éléments finis intégré à SolidWorks. Il utilise les fichiers pièces et assemblages auxquels il intègre des études dans chacune desquelles sont définis les matériaux, les chargements, les conditions aux limites ainsi que les paramètres de maillage et d'analyse. Les résultats sont contenus dans un fichier portant l'extension CWR.